# Monument oorlogsvrijwilligers in Nederlands-Indië
Er staat een monument voor oorlogsvrijwilligers in Nederlands-Indië in de Memre Boekoe-kazerne in Paramaribo, Suriname. De ingang van het Surinaams Legermuseum bevindt zich aan de Rodekruislaan.
Het monument bestaat uit een lichtrode granieten bank met op de voorkant van de rechter armleuning in drie delen onder elkaar: 3e Cie '48. Dit is de afkorting voor de 3e Compagnie van de Surinaamse Schutterij en de onthulling van het monument in 1948. Deze soldaten, ook wel Australiëgangers genoemd, vochten tijdens de Tweede Wereldoorlog in Nederlands-Indië. In 1944 vertrokken zij naar het trainingskamp Casino in Brisbane, Australië. Bij terugkeer op 16 februari 1947 werden ze feestelijk onthaald door de bevolking.
De vrijwilligheid bestond eruit dat militairen uit de Schutterij, zoals de in 1939 opgerichte landmacht in Suriname heette, zich vrijwillig konden aanmeldden voor de strijd in Nederlands-Indië. Voor de Schutterij zelf bestond sinds 1942 wel dienstplicht. Aanvankelijk was er nog een oorlogsdreiging in het Caraïbisch gebied. Toen deze in 1943 voorbij was, besloot de Nederlandse regering om militairen van de Schutterij in te zetten om Nederlands-Indië van Japan te bevrijden. Meer dan 450 Surinamers, verdeeld over drie detachementen, vertrokken in 1944 en 1945.
Bij terugkeer kregen ze geen werk in het leger, zoals hen was toegezegd, en vonden velen evenmin werk in de burgermaatschappij. De regering in Suriname was het hier niet mee eens en nam in december 1946 een motie aan waarin de Nederlandse regering werd opgeroepen om de terugkerende militairen een dienstverband van een jaar aan te bieden. Ook werden achterstallige lonen niet uitbetaald. De Bond voor Surinaamse Oorlogsveteranen bleef hier actief aandacht aan schenken en na 66 jaar kwam de Nederlandse overheid alsnog met een financiële vergoeding.